# Simó de Tebes
Simó de Tebes (en llatí Simon) fou un escriptor religiós grec romà d'Orient que segons Lleó Al·laci, que diu que era de l'orde dels predicadors, hauria escrit tres tractats defensant la doctrina de l'església llatina sobre la procedència de l'Esperit Sant del Fill i del Pare, en oposició a l'església ortodoxa grega.
Aquests tractats també foren atribuïts a Manuel Holòbel (diferent personatge de Manuel Holòbol), a Sofònies i a Joan Nomofilax. Al·laci l'anomena també Simó de Constantinoble, ciutat a la que s'hauria traslladat des de Tebes.
Va florir a l'entorn del 1400.